# Heinz Loew
Heinz Loew (* 12. Mai 1903 in Leipzig; † 12. Dezember 1981 in London) war ein deutscher Bauhausschüler und aus dem nationalsozialistischen Deutschland nach England emigrierter Werbegrafiker, Fotograf und Ausstellungsdesigner.

## Leben und Werk
Loew machte eine Lehre als Maschinenbauer, arbeitete dann in seinem Beruf und ging 1926 an das Bauhaus in Dessau. Dort absolvierte er den obligatorischen Vorkurs bei Josef Albers und László Moholy-Nagy und Kurse bei Wassily Kandinsky, Paul Klee und Joost Schmidt. Von 1926 und 1928 war er außerdem Mitglied der von Oskar Schlemmer geleiteten Bühnenwerkstatt. Für die Theaterausstellung 1927 in Magdeburg entwarf und baute er ein mechanisches Theatermodell. Mit Franz Ehrlich schuf er „Modell eines totalen Theaters, das über eine zentrale Welle den gesamten Bühnenmechanismus als „Raummaschine“ funktionieren ließ. Anschließend entstanden in der Werkstatt in Originalgröße ein mechanisches Schaufenster und als Modell ein drehbares Haus mit ausfahrbaren Geschossen.“ 1929 gestaltete er mit Georg Muche Fotomontagen und Fotografien aus dem Bauhaus für die Ausstellung „Gas und Wasser“ in Berlin. 1930 erhielt Loew sein Bauhaus-Diplom und gründete er mit Ehrlich und Fritz Winter in Berlin das Studio Z, ein Designstudio für Ausstellungsgestaltung. U. a. unterstützte das Studio Naum Gabo 1930 bei der Vorbereitung seiner Ausstellung Konstruktive Plastik in der Kestner-Gesellschaft in Hannover. Allerdings hatte das Unternehmen nur wenig wirtschaftlichen Erfolg.
1936 emigrierte Löw nach London, wo er Lehrer an der Reimann School and Studios wurde. Ab 1940 war er als Enemy Alien interniert. Nach seiner Entlassung arbeitete er in London als freiberuflicher Fotograf, Designer, Grafiker und Ausstellungsgestalter.

## Öffentliche Sammlungen mit Werken Loews (Auswahl)
- New York: MoMA[3]
- New York: Metropolitan Museum of Art[4]

## Fotografien und Fotogramme (Auswahl)
- o. T. (1927)[5]
- o. T. / zwei sitzende Männer[6]
- Damen Moden (1927, Photogramm und Découpage; 23,9 × 17,9 cm; Margatow-Archiv Wahlershausen)
- Der Diktator (1928, Photogramm)[7]
- Selbstporträt mit Hut, Ohrring und Bärtchen (1929)[8]
- Grammophon und Portrait Edmund Collein (1927/1928)[9]
- o. T. (1930er Jahre)[10]

## Ausstellungen (Auswahl)

### Gruppenausstellungen
- 1929 bis 1931: Stuttgart, Ausstellungshallen des Deutschen Werkbunds; außerdem in Zürich, Berlin, Danzig, Wien, München, Tokio, Osaka (Internationale Ausstellung des Deutschen Werkbundes Film und Foto)

#### Postum
- 1985: Montreal, Montreal Museum of Contemporary Art (“La photographie du Bauhaus”)
- 1988: Köln, Kölnischer Kunstverein; außerdem in Madrid und Budapest („Utopien des Bauhaus. Arbeiten auf Papier“)
- 1988: Hannover, Fotogalerie Spectrum (”Photogramme”)
- 1991: Weimar, Autonomes Cultur Zentrum („Photographie am Bauhaus“)
- 2009: Berlin, Gropius Bau („Modell Bauhaus - Die Ausstellung“)
- 2013/2014: Remscheid, Galerie der Stadt Remscheid („Bauhaus. Die Kunst der Schüler“)
- 2017: Salzburg, Museum der Moderne (“Photo Kinetics”)